# Sebastian von Mistelbach
Sebastian von Mistelbach († 1519 in Heldburg) war ein deutscher Ritter, Rittergutsbesitzer und kursächsischer Hofbeamter. Er war Amtmann des späteren Erbamtes Grimma und zuletzt Hofmarschall des sächsischen Kurfürsten Friedrich des Weisen.

## Leben
Er stammte aus dem fränkischen Adelsgeschlecht von Mistelbach, das seinen Sitz im oberfränkischen Mistelbach hatte und bereits 1563 in männlicher Linie ausstarb.
Mistelbach stand zunächst einige Zeit im Dienst von Herzog Otto von Bayern.
Im Jahre 1494 übernahm Sebastian von Mistelbach die Funktion des Amtmannes von Grimma. Im gleichen Jahr erwarb er das Rittergut Klitzschen im wettinischen Amt Torgau. Gleichzeitig besaß er auch das Vorwerk Börtewitz bei Leisnig. Dieses verkaufte er zu Walpurgis 1509 wieder, behielt aber das Gut Klitzschen. 1514 wurde er durch Kurfürst Friedrich II. von Sachsen mit dem Sitz, Hof, Vorwerk und dem Kirchenlehn zu Klitzschen sowie dem Vorwerk Gräfendorf belehnt.
1516 wurde Sebastian von Mistelbach zum kurfürstlichen Hofmarschall. An seiner Stelle wurde Hans von der Planitz zum Amtshauptmann von Grimma ernannt. Allerdings ließ er diese Stelle kurz nach Amtsantritt noch einige Monate ruhen, da er sich mit anderen Mitgliedern des meißnischen Adels, darunter auch Sebastian von Mistelbach, im gleichen Jahr auf eine Pilgerreise zum Heiligen Grab nach Jerusalem begab, wo auch der Papst Leo X. in Rom getroffen wurde.
Das Hofmarschallamt übte Sebastian von Mistelbach bis zu seinem plötzlichen Tod 1519 aus. Sebastian von Mistelbach starb auf der Heldburg, als er den Kurfürsten Friedrich von Sachsen zur Wahl des Kaisers nach Frankfurt am Main begleitete. Nach Aussage der damaligen Zeitgenossen hat der Kurfürst damals einen seiner ältesten und besten Diener verloren.
Er hinterließ den Sohn Georg von Mistelbach, der das Erbe des Vaters übernahm. Er behielt bis 1543 das Rittergut Klitzschen und tauschte dies dann gegen das säkularisierte Klostergut Nimbschen ein.